# Gruppo misto nella XVII legislatura
Nella XVII Legislatura, iniziata il 15 marzo 2013 e terminata il 22 marzo 2018, il gruppo misto era un gruppo parlamentare costituito sia alla Camera dei deputati che al Senato della Repubblica.
Del gruppo misto della Camera dei Deputati faceva parte anche la ex presidente Laura Boldrini. Del gruppo misto del Senato della Repubblica faceva parte anche l'ex presidente Pietro Grasso, in seguito all'abbandono del gruppo del Partito Democratico.

## Camera dei Deputati

### Ufficio di presidenza
| Carica         | Deputato           | Componente di appartenenza                                      |
| -------------- | ------------------ | --------------------------------------------------------------- |
| Presidente     | Pino Pisicchio     | Non iscritti                                                    |
| Vicepresidenti | Cosimo Latronico   | Direzione Italia                                                |
| Vicepresidenti | Massimo Artini     | Alternativa Libera-Tutti Insieme per l'Italia                   |
| Vicepresidenti | Daniel Alfreider   | Minoranze Linguistiche                                          |
| Vicepresidenti | Giovanni Monchiero | Civici e Innovatori-Energie per l'Italia                        |
| Vicepresidenti | Rocco Buttiglione  | UDC-IdeA                                                        |
| Vicepresidenti | Pia Elda Locatelli | Partito Socialista Italiano (PSI) - Liberali per l'Italia (PLI) |
| Vicepresidenti | Matteo Bragantini  | Fare!-PRI                                                       |
| Tesoriere      | Oreste Pastorelli  | Partito Socialista Italiano (PSI) - Liberali per l'Italia (PLI) |

### Componenti politiche[2]
| Denominazione componente | Denominazione componente                                        | Data costituzione  | Deputati che ne fanno parte |
| ------------------------ | --------------------------------------------------------------- | ------------------ | --- |
|                          | Direzione Italia                                                | 5/02/2015          | 9 (Renata Bueno, Daniele Capezzone, Gianfranco Giovanni Chiarelli, Nicola Ciracì, Massimo Corsaro, Antonio Distaso, Benedetto Francesco Fucci, Cosimo Latronico, Salvatore Matarrese).                   |
|                          | Minoranze Linguistiche                                          | 21/03/2013         | 6 (Daniel Alfreider, Renate Gebhard, Rudi Franco Marguerettaz, Mauro Ottobre, Albrecht Plangger, Manfred Schullian).                                                                                     |
|                          | Alternativa Libera-Tutti Insieme per l'Italia                   | 19/11/2015         | 5 (Massimo Artini, Marco Baldassarre, Eleonora Bechis, Samuele Segoni, Tancredi Turco). |
|                          | Civici e Innovatori - Energie per l'Italia                      | 30/11/2015         | 4 (Alberto Bombassei, Ivan Catalano, Giovanni Monchiero, Guglielmo Vaccaro). |
|                          | UDC-IdeA                                                        | 7/12/2016          | 4 (Paola Binetti, Rocco Buttiglione, Angelo Cera, Giuseppe De Mita, Vincenzo Piso, Eugenia Roccella). |
|                          | Partito Socialista Italiano (PSI) - Liberali Per l'Italia (PLI) | 11/06/2013         | 3 (Carmelo Lo Monte, Pia Elda Locatelli, Oreste Pastorelli). |
|                          | Fare! - PRI                                                     | 11/04/2016         | 3 (Matteo Bragantini, Roberto Caon, Emanuele Prataviera). |
|                          | Non iscritti                                                    | Inizio legislatura | 11 (Maurizio Bianconi, Laura Boldrini, Franco Bruno, Alessandro Furnari, Cristian Iannuzzi, Vincenza Labriola, Michela Marzano, Edoardo Nesi, Mauro Pili, Pino Pisicchio, Aris Prodani, Andrea Vecchio). |

### Componenti cessate
| Denominazione componente | Denominazione componente                                                                    | Data costituzione | Data scioglimento |
| ------------------------ | ------------------------------------------------------------------------------------------- | ----------------- | ----------------- |
|                          | Centro Democratico                                                                          | 21/03/2013        | 19/11/2014        |
|                          | Libertà e Diritti - Socialisti Europei (LED)                                                | 7/07/2014         | 17/11/2014        |
|                          | Alleanza Liberalpopolare-Autonomie (ALA) - Movimento Associativo Italiani all'Estero (MAIE) | 21/03/2013        | 13/10/2016        |
|                          | Movimento PPA - Moderati                                                                    | 7/06/2016         | 19/01/2017        |

## Senato della Repubblica

### Ufficio di Presidenza
| Carica         | Senatore           | Componente di appartenenza                    |
| -------------- | ------------------ | --------------------------------------------- |
| Presidente     | Loredana De Petris | Sinistra Italiana - Sinistra Ecologia Libertà |
| Vicepresidente | Maria Mussini      | Non iscritti                                  |
| Segretario     | Massimo Cervellini | Sinistra Italiana - Sinistra Ecologia Libertà |
| Tesoriere      | Luciano Uras       | Campo Progressista-Sardegna                   |

### Componenti politiche[1]
| Denominazione componente | Denominazione componente                                        | Data costituzione  | Senatori che ne fanno parte |
| ------------------------ | --------------------------------------------------------------- | ------------------ | --- |
|                          | Sinistra Italiana - Sinistra Ecologia Libertà - Liberi e Uguali | 21/03/2013         | 7 (Loredana De Petris, Massimo Cervellini, Giovanni Barozzino, Fabrizio Bocchino, Peppe De Cristofaro, Corradino Mineo, Alessia Petraglia).              |
|                          | UDC                                                             | 15/02/2017         | 4 (Antonio De Poli, Giuseppe Esposito, Giuseppe Ruvolo, Riccardo Conti).                                                                                 |
|                          | Italia dei Valori                                               | 6/08/2015          | 3 (Alessandra Bencini, Maurizio Romani, Francesco Molinari).                                                                                             |
|                          | Fare!                                                           | 22/07/2015         | 3 (Emanuela Munerato, Raffaela Bellot, Patrizia Bisinella).                                                                                              |
|                          | Insieme per l'Italia                                            | 20/06/2016         | 2 (Manuela Repetti, Sandro Bondi). |
|                          | Liguria Civica                                                  | 5/05/2014          | 1 (Maurizio Rossi). |
|                          | Movimento X                                                     | 11/07/2014         | 1 (Laura Bignami). |
|                          | Movimento la Puglia in Più                                      | 3/03/2016          | 1 (Dario Stefano). |
|                          | Campo Progressista-Sardegna                                     | 25/05/2017         | 1 (Luciano Uras). |
|                          | Non iscritti                                                    | Inizio legislatura | 8 (Cristina De Pietro, Benedetto Della Vedova, Pietro Grasso, Marino Germano Mastrangeli, Mario Monti, Maria Mussini, Ivana Simeoni, Giuseppe Vacciano). |

### Componenti cessate
| Denominazione componente | Denominazione componente                 | Data costituzione | Data scioglimento |
| ------------------------ | ---------------------------------------- | ----------------- | ----------------- |
|                          | Gruppo di Azione Partecipazione Popolare | 10/10/2013        | 16/06/2014        |
|                          | Italia Lavori in Corso                   | 15/05/2014        | 16/07/2015        |
|                          | Sinistra al lavoro                       | 21/04/2015        | 3/06/2015         |
|                          | Verdi                                    | 2/04/2015         | 9/06/2015         |
|                          | Federalismo, Autonomie e Libertà         | 26/03/2015        | 21/07/2015        |
|                          | Insieme per l'Italia                     | 18/09/2015        | 22/12/2015        |
|                          | L'Altra Europa con Tsipras               | 17/07/2015        | 2/03/2016         |
|                          | La Puglia in Più-SEL                     | 14/10/2015        | 2/03/2016         |
|                          | Federazione dei Verdi                    | 30/11/2016        | 17/10/2017        |